# Disinfestazione
La disinfestazione è definita genericamente come l'insieme di operazioni tendenti alla eliminazione, o per lo meno alla limitazione, dei parassiti (artropodi, muridi e malerbe) e dei loro danni, dalla semplice applicazione di prodotti spray in ambiente domestico, a veri e propri piani di lotta.
In senso stretto la disinfestazione si riferisce alla lotta contro gli insetti, mentre le operazioni contro i ratti vengono definite "derattizzazione" e quelle contro le malerbe "diserbo".

## Fasi
Le fasi previste sono:
- monitoraggio (definizione del problema), con tre sottofasi:
  - studio dell'ambiente con particolare riguardo alla gravità dell'infestazione ("pressione di infestazione");
  - valutazione dei parassiti presenti;
  - progetto del piano di lotta e preventivo economico, comprendente l'individuazione delle pratiche di prevenzione atte ad eliminare o diminuire i fattori che favoriscono sviluppo degli infestanti (per esempio pulizie mirate) o a renderne difficile l'accesso (Pest e Rat Proofing). Nella filiera alimentare o nei presidi ospedalieri questa fase si integra con gli interventi di corretta manutenzione; pianificazione in grado di adattarsi alle reali necessità, soprattutto se l'infestazione è soggetta a variabili climatiche;
- intervento di lotta vero e proprio, con tecniche e mezzi adeguati alle necessità
- monitoraggio di controllo per un'attenta verifica dei risultati e certificazione (richiesta dalle norme che regolano i servizi coinvolgenti manipolazione di derrate alimentari; rientra nei protocolli delle norme ISO 9000.

Da non trascurare inoltre l'apposizione di cartellonistica di segnalazione dell'intervento e le pratiche di collaborazione.
I piani di lotta si rifanno alle strategie dell'Integrated Pest Management (IPM) e devono anche integrarsi con gli Hazard Analysis and Critical Control Point (HACCP) ovverosia il superamento dei punti critici del processo soggetto alla disinfestazione.

## Tipi di lotta
"Lotta mirata" è definito l'intervento volto ad eliminare, o ridurre in modo da renderlo non dannoso, solo l'organismo bersaglio, agendo quindi in maniera non indiscriminata La selettività viene ottenuta con diverse tecniche:
- distribuzione di prodotti nei soli luoghi frequentati dai parassiti bersaglio o nei momenti in cui gli organismi bersaglio sono presenti con la massima concentrazione e sono invece scarsi quelli non interessati;
- risorse tecniche che permettono alle sole entità infestanti il contatto con il biocida, come ad esempio i bait-box, erogatori di sicurezza per esche avvelenate, usati in particolare contro i topi, o trappole ai feroromoni, ovvero prodotti che interferiscono con il ciclo di riproduzione (IGR o Insect Growth Regulator), che sono i mezzi a maggiore selettività intrinseca:
- insetticidi biologici, derivati dal Bacillus thuringiensis, il cui meccanismo di azione si esplica attraverso l'ingestione delle endotossine prodotte dal bacillo, che agiscono selettivamente contro i lepidotteri defoliatori (varietà thuringiensis del bacillo) o contro le zanzare allo stadio larvale

"Lotta biologica", utilizzata da quasi un secolo nell'agricoltura, esclude l'utilizzo dei metodi chimici, favorendo invece metodi che impiegano predatori o parassitoidi specifici e l'uso di trappole. Questo metodo non elimina completamente l'infestante, cosa comunque improbabile anche con altri metodi, ma lo riduce ad una presenza accettabile sia dal punto di vista igienico, sia dal punto di vista economico. Non è applicabile negli ambienti sanitari o nell'industria alimentare dove non può essere tollerata la presenza di alcun insetto.
Il metodo comprende la definizione di una soglia di danno e l'attuazione di un monitoraggio continuo, allo scopo di individuare i momenti di intervento più idonei, in relazione ai mezzi a disposizione.
"Lotta integrata" o "lotta guidata" prevede anch'essa la determinazione di una soglia di danno e monitoraggi continui e consiste nell'impiego ridotto di prodotti chimici, con particolare attenzione alla selettività e ai profili tossicologici.

## Prodotti

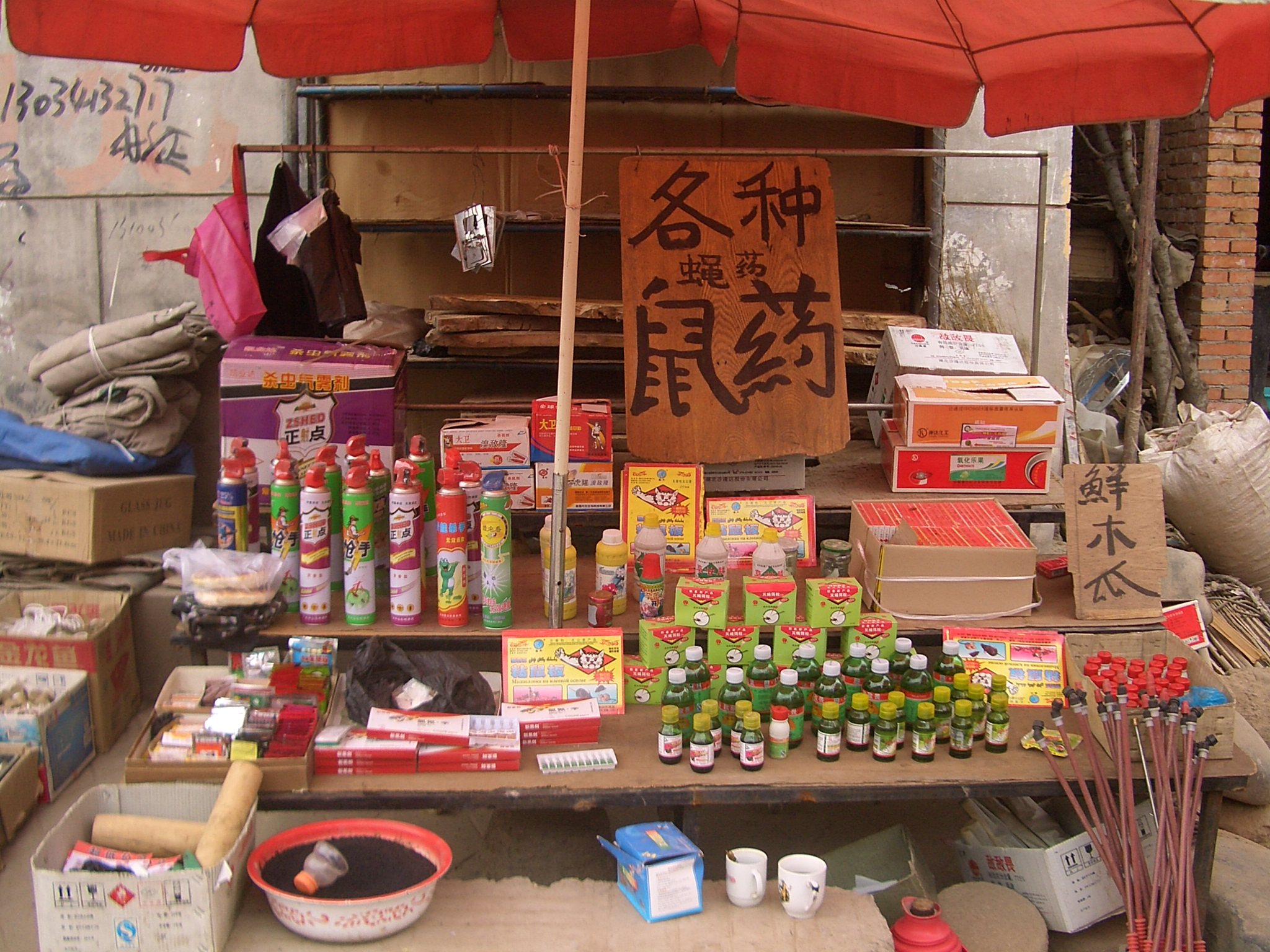
Insetticidi e rodenticidi in vendita a Linxia City.

I prodotti chimici utilizzati, naturali o di sintesi, sono presidi medico chirurgici (biocidi), approvati dal Ministero della salute dietro assenso dell'Istituto Superiore di Sanità. Ciascun prodotto è identificato da un nome e numero di registrazione, che ne indica la precisa composizione. L'etichetta comprende, oltre al nome, un testo che indica le modalità di utilizzo, le avvertenze ed i dosaggi. I contenitori, per forma, capacità e materiale, debbono garantire la sicurezza, essere agevolmente manipolabili, facilitare la precisione del dosaggio ed essere facilmente lavabili e non devono essere dispersi nell'ambiente.
I prodotti sono classificabili in diversi modi:
- a seconda dello stadio nel quale colpiscono l'entità infestante: adulticidi per gli organismi adulti, larvicidi per gli organismi allo stadio larvale, oocidi per le uova;
- in relazione alle specie colpite: blatticidi, contro le blatte o scarafaggi, moschicidi, contro le mosche, o polivalenti;
- a seconda del modo di azione: per contatto, per ingestione o per asfissia;
- in base alla durata di azione: ad azione abbattente oppure ad effetto residuale.

Il principio attivo determina caratteristiche ed efficacia del prodotto:
- tra i composti inorganici:
  - acido borico
- tra i composti organici:
  - estratto naturale di piretro, composto da sei piretrine;
  - piretroidi di sintesi, suddivisi in fotolabili o fotostabili a seconda della resistenza all'azione della luce;
  - carbammati;
  - fosforganici;
  - clororganici;
  - derivati della cumarina.

La formulazione, attraverso i diversi coformulanti, contribuisce a definire le caratteristiche: 
- formulazioni concentrate:
  - polvere bagnabile (WP)
  - emulsione di olio in acqua (EW)
  - concentrato sospendibile (SC)
  - concentrato per nebbie calde (HN)
  - concentrato per nebbie fredde (NH)
  - generatori di fumo (FU)
  - liquidi per applicazioni a volume ultrabasso (ULV)
  - microincapsulati concentrati (CS)
  - liquidi miscibili in idrocarburi (OL)
  - flowable (SC)
- formulazioni pronte all'uso:
  - granulati (G)
  - esche pronte all'uso (RB)
  - polveri traccianti (TP)
  - polveri aspersorie (BP)
  - microincapsulati pronti all'uso (CS)
  - spray (AE)
  - liquidi pronti all'uso in solventi organici o in acqua (LPU)
  - flowable pronti all'uso (SC)
  - granulati

La tossicità è indicata con la sigla "DL" che indica la quantità di milligrammi per chilo di peso corporeo in grado di indurre la morte del 50% della popolazione (in genere ratti) a cui è stata somministrata la sostanza.

### Predatori e parassitoidi
L'uso di predatori e parassitoidi è conosciuto soprattutto in agricoltura, dove vengono impiegati per la lotta biologica nella difesa prevalentemente delle piante da frutto ed orticole.
I più conosciuti ed utilizzati sono le coccinelle e le crisope, predatori di afidi ed acari, ed i tricogrammatidi (parassitoide di uova di lepidotteri). Questi insetti vengono allevati in modo massivo in veri e propri laboratori industriali dove vengono organizzate le loro ottimali condizioni di sviluppo, in funzione dei periodi di maggior utilizzo.

## Attrezzature

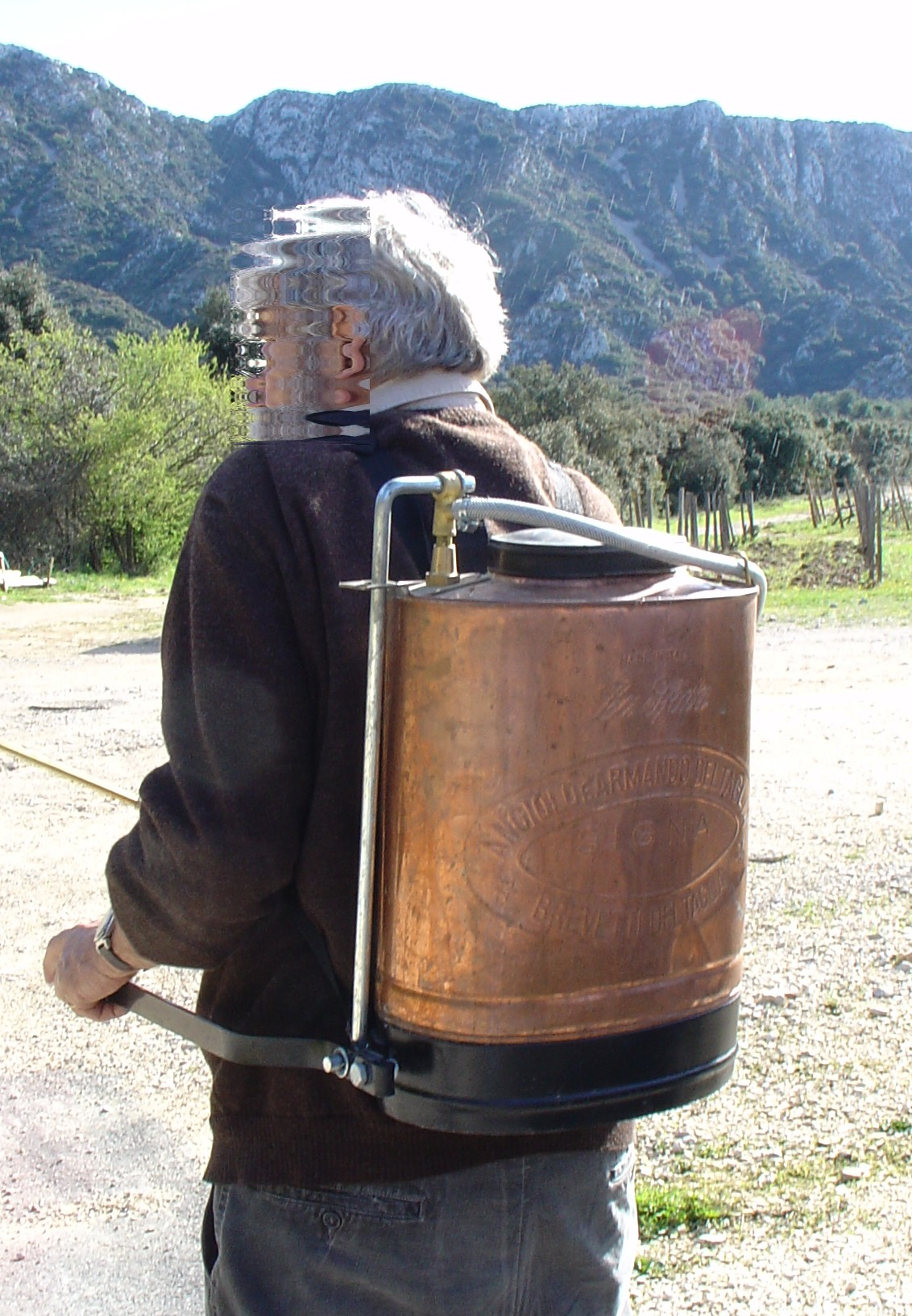
Spruzzatore azionato manualmente.

Gli apparecchi erogatori si caratterizzano per portata, velocità operativa, dimensioni e densità delle goccioline emesse (diametro e numero per centimetro quadrato) e caratteristiche di erogazione (distanza e ampiezza). Gli apparecchi devono inoltre essere conformi alle norme di sicurezza e consentire una precisa erogazione. Il dosaggio dei prodotti utilizzati dipende dalla velocità operativa del mezzo e deve essere dunque calibrato in funzione di questo.
Le irroratrici sono costituite da una pompa che imprime una pressione ad un liquido, il quale, passando attraverso un ugello si nebulizza. Si dividono in:
- spruzzatori a pompa, con serbatoio da 1 a 10 litri e pompa azionata da una leva manovrata manualmente;
- spruzzatori spalleggiati, di dimensioni leggermente superiori, con serbatoio di norma da 10 litri e ugualmente pompa azionata manualmente;
- pompa a spalla, nella quale la pressione è determinata da una campana d'aria ottenuta con una pompa manovrata prima dell'erogazione; ne esistono anche con motore elettrico, alimentati sia a batteria sia dalla rete elettrica.
- irroratrici azionate da motore endotermico anche oltre i 10 CV di potenza e con portate che arrivano oltre i 50 litri al minuto e serbatoi dimensionati in proporzione alla potenza e che possono arrivare a 10 quintali.

Gli atomizzatori sono sistemi misti acqua-aria, caratterizzati da una "girante" che crea un flusso d'aria in cui viene iniettato il liquido da erogare. Comprendono nebulizzatori, aerosolizzatori, ultra basso volume (ULV), che richiedono liquidi a bassa tensione di vapore ed erogano micro-goccioline, e termonebbiogeni, che necessitano di prodotti appositi in quanto erogano nebbie calde.
La potenza è assai variabile e parte dagli atomizzatori a spalla da pochi cavalli fino ai gruppi autotrasportati da 30-60-80 hp ed oltre. Tali potenze comportano capacità di erogazione che permettono di avere portate di oltre 300 l/ora con gittate orizzontali di oltre 30 metri e verticali di poco inferiori. Le velocità operative medie variano da 4 km/h a oltre 12 km/h. Per l'uso è necessaria una grande precisione nel progetto di disinfestazione (scelta dei prodotti, percentuali d'uso, stima del dosaggio unitario) e un'estrema attenzione durante l'attività.
Per particolari impieghi esistono impolveratori in grado di distribuire polveri secche.

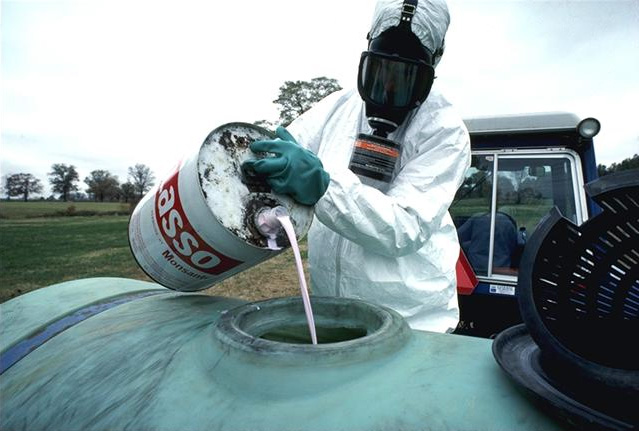
Utilizzo di dispositivi di protezione individuale durante il travaso di un fitofarmaco.

Il personale interessato nelle attività di disinfestazione deve inoltre essere dotato di dispositivi di protezione individuale (DPI). I più comuni di questi sono guanti, occhiali, copricapo (cappello o elmetto), scarpe o stivali e maschere (naso-bocca o facciali) con i relativi filtri.

## Specie infestanti
La conoscenza delle specie infestanti, del loro comportamento e del loro ciclo biologico e delle variabili ambientali da cui questo può essere condizionato, sono alla base delle scelte dei metodi di lotta e dei prodotti da impiegare.
Ai fini della disinfestazione, la classificazione viene fatta essenzialmente a fini pratici.

### Insetti volanti
- Mosche: "lotta residuale" contro gli individui adulti, con interventi ripetuti a cadenza mensile, posizionando punti di avvelenamento, ovvero trappole a collante vischioso o ad attrattivo alimentare o a fenormone; solo in casi di infestazioni di particolare gravità o che portano particolari pericoli per la salute pubblica si usano anche tecniche di "lotta abbattente"; contro le larve si pratica ugualmente la "lotta residuale", facendo penetrare prodotti liquidi nell'area di riproduzione.

- Zanzare: "lotta residuale" contro gli individui adulti che svernano sugli arbusti e nelle zone dove si sviluppano le larve, nella quale si ottengo risultati soddisfacenti se è possibile intervenire su una percentuale significativa di focolai di riproduzione (la scelta dei prodotti deve tener conto del grado di inquinamento dell'acqua in cui si intende agire); "lotta abbattente" agli adulti pungenti durante la stagione calda, con interventi mirati e circoscritti. I trattamenti si devono ripetere con maggiore frequenza nei mesi caldi. Le zanzare comprendono anche la specie della cosiddetta zanzara tigre, originaria del sud-est asiatico e recentemente diffusasi in Europa, particolarmente resistente e con comportamenti leggermente diversi.

### Insetti striscianti
In questa categoria si inseriscono le specie che colonizzano prevalentemente le superfici (pavimenti, pareti, ripiani, strutture) e includono anche specie non appartenenti agli insetti dal punto di vista entomologico: la classificazione è tuttavia funzionale alle modalità del trattamento, che sono simili per tutte queste specie.
- Blatte: "scarafaggio comune" (Blatta orientalis, predilige gli ambienti freschi), la "blatta grigia" (Blattella germanica, predilige ambienti caldo-umidi), il grande "scarafaggio americano" (Periplaneta americana, predilige ambienti umidi) e la "blatta dei mobili" (Suppella longipalpa, che predilige gli ambienti caldi, o Suppella suppellectilium). Il monitoraggio è necessario per l'individuazione della specie, la valutazione del grado di infestazione e l'individuazione dei punti di maggiore concentrazione, e si avvale di trappole collanti e spray stananti, come quelli a base di piretro. Il metodo della "lotta residuale" avviene con il trattamento delle superfici, accuratamente determinate, partendo dalla periferia verso il centro e con particolare cura nelle fessure. Può inoltre essere condotta una nebulizzazione finale a forte carica abbattente. La cadenza degli interventi varia in funzione della specie e dei fattori ambientali.

- Pulci si diffondono in scantinati, solai, deposite per il randagismo (pulce del gatto, o Ctenocephalides felis, e pulce del cane, o Ctenocephalides canis e per la presenza di ratti (pulce del ratto, o (Xenopsylla cheopis). Il trattamento si svolge con i metodi della "lotta di abbattimento" per eliminare il problema immediato costituito dagli insetti adulti, che deve essere accompagnata da un'accurata pulizia per rimuovere polvere, detriti e rifiuti nei quali vivono le uova e gli stadi giovanili, seguito da un trattamento residuale.

- Formiche sono presenti nelle abitazioni ed edifici in diverse specie: "formica argentina" (Iridomyrmex humilis), "formica faraone" (Monomorium pharaonis), "formica nera" (Lasius niger), "formica rossa" (Pheidole pallidula), "formica rizzaculo" (Crematogaster scutellaris). Lo schema di lotta prevede l'individuazione e la distruzione dei nidi, per esempio con esche alimentari avvelenate che agiscono quando vengono trasportate dentro il formicaio: questo metodo diventa tuttavia poco efficace quando la disponibilità alimentare è elevata e la scelta dei cibi varia. I nidi possono trovarsi dentro gli edifici infestati, oppure all'esterno, anche in luoghi distanti dalla infestazione. Nel caso in cui i nidi non siano stati individuati è necessario l'uso della lotta residuale che serve per creare delle barriere provvisorie.

- "Pesciolini d'argento" (Lepisma saccharina e Thermobia domestica): vengono combattuti con metodi di "lotta residuale".

- "Coleotteri dei tappeti" (Anthrenus verbasci e Attagenus pellio): lavaggi, spazzolature, uso di aspirapolvere sfavoriscono lo sviluppo di questi insetti; nel corso di forti infestazioni si attua la "lotta residuale", che garantisce una protezione duratura.

- Ragni (appartenenti alla classe degli Aracnidi): "lotta residuale" con prodotti di contatto, accompagnata da un'adeguata pulizia degli ambienti e dalla rimozione delle ragnatele. In quanto predatori, seguono spesso l'infestazione di altri insetti

- Scorpioni (appartenenti alla classe degli Aracnidi): le specie più comuni sono lo "scorpione dalla coda gialla" (Euscorpius flavicaudis) e l'affine "scorpione italico" (Euscorpius italicus) (scorpione italico). Quando è necessaria si attuano metodi di "lotta residuale".

- Acari (appartenenti alla classe degli Aracnidi): nelle abitazioni si trovano gli "acari della polvere" (Pyroglyphidae) e altre specie che si nutrono di muffe e spore di funghi (Glycyphagidae). La lotta agli acari è problematica e non standardizzabile: si può intervenire sia agendo sui fattori limitanti lo sviluppo (diminuendo l'umidità e la temperatura ambientale ed eliminando dai locali moquette, tendaggi, tappeti, peluches ed altro che possono trattenere polvere e costituiscono pertanto habitat per gli acari) o con trattamenti ambientali da valutare caso per caso.

- Zecche (sottordine degli acari): la lotta può interessare grandi areali soprattutto ove viene praticata la pastorizia o vi siano problemi di randagismo canino nonché nelle aree urbane a grande infestazione di piccioni e si svolge mediante trattamenti residuali di irrorazione; pratica preventiva è inoltre l'asportazione delle feci degli animali infestati.

### Insetti delle derrate alimentari
Alcune specie si nutrono in particolare delle derrate alimentari prodotte dall'uomo per il proprio consumo e immagazzinate, ma i danni possono essere prodotti anche da altre specie onnivore.
- Lepidotteri
  - Tignole: specie di farfalle tutte di piccole dimensioni (con apertura alare intorno a 1,5-2,5 cm), che si nutrono allo stadio di larva di derrate alimentari, soprattutto cereali e farine, o prodotti derivati; tra queste la "tignola fasciata" (Plodia interpunctella), "tignola grigia" (Ephestia kuehniella), "tignola del riso" (Corcyra cephalonica), "tignola della farina" (Pyralis farinalis).

- Ditteri

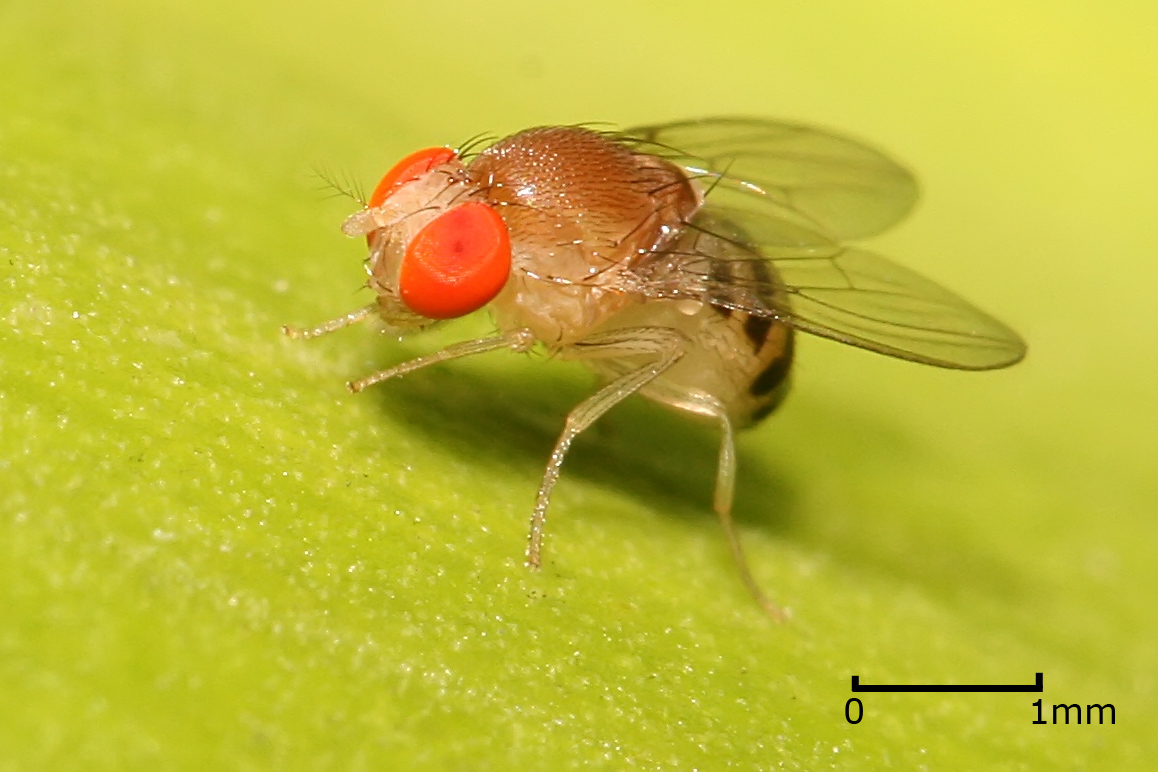
Drosophila.

  - Mosca del formaggio: si nutre allo stadio larvale di formaggio; in alcune zone i formaggi infestati vengono considerati una specialità gastronomica, conferendo le larve un sapore particolare al prodotto.
  - Moscerini della frutta (a parte: infestano in diverse specie la frutta, l'aceto o il mosto, sulla cui superficie in fermentazione si sviluppano le larve.
  - Mosconi della carne, dei generi Calliphora (moscone azzurro), Sarcophaga (moscone grigio con occhi rossi) e Lucilia (moscone verde):

- Coleotteri
  - Dermeste del lardo: infesta numerosi alimenti di origine animale con le larve.
  - Anobio del tabacco e del pane: attacca con le larve numerosi tipi di derrate alimentari (spezie, semi, tabacco, farine e derivati) e possono penetrare anche in confezioni apparentemente chiuse
  - Silvano, infesta con le larve farine o semi già spezzati da altre specie infestanti.
  - Tenebrione mugnaio: le larve si nutrono di farine e derivati
  - Tribolio, si nutre di farine che assumono odore sgradevole e colorazione rosa-bruno.
  - Punteruolo del grano o calandra, dotato di un rostro allungato che gli permette di attaccare cariossidi di cereali.

- Acari (appartenenti alla classe degli Aracnidi): di dimensioni inferiori al millimetro, sono visibili quando si riuniscono in agglomerati sui prodotti attaccati e per le tracce di deterioramento. La lotta prevede l'eliminazione delle condizioni che ne favoriscono lo sviluppo, come temperatura ed umidità elevate; i prodotti devono essere utilizzati in modo alternato, in quanto possono sviluppare resistenze ad essi; utili i disinfettanti che ostacolino la formazione di muffe.

In generale le infestazioni possono avvenire in qualsiasi punto della filiera alimentare, dalla crescita nei campi, al trasporto, allo stoccaggio, alla lavorazione, alla vendita, alla conservazione domestica. Sono di particolare importanza i trattamenti preventivi a tutte le strutture interessate. Nelle industrie alimentari è necessario prestare particolare attenzione alla pulizia dai residui delle lavorazioni; le infestazioni possono essere favorite da temperature ed umidità elevate necessarie in alcuni processi di lavorazione. I trattamenti chimici devono essere limitati e la maggiore azione si effettua per mezzo della prevenzione: progettazione di ambienti a prova di insetto o loro ristrutturazione (con doppie porte con ritorno, reti a maglie sottili applicate alle aperture e sigillatura di crepe e fessure), ispezione delle merci in entrata (filth-test), immagazzinamento in locali puliti accuratamente e trattati preventivamente, con merci non sfuse e collocate distanziate e ispezionabili. Possono essere utilizzate trappole per la cattura degli insetti infestanti che impieghino come attrattivi fenormoni, luci o colori, che consentono anche il monitoraggio e un'eventuale azione tempestiva.
La lotta contro l'infestazione può attuarsi con mezzi fisici (riscaldamento delle derrate con microonde o radiofrequenze, refrigerazione, forza centrifuga per derrate come le farine o il frumento in granella, vuoto utilizzato per i prodotti finiti, atmosfera controllata con ossigeno sostituito da azoto o anidride carbonica nei silos di cereali) o chimici (insetticidi, fumiganti, fenormoni per cattura massiva).

#### HACCP  ("Hazard Analysis Critical Control Point")
In questo campo il sistema HACCP (Hazard Analysis Critical Control Point), proposto nella National Conference of Food Protecion svoltasi nel 1971, ha avuto come obiettivo di impedire l'insorgere di problemi igienici sanitari durante tutte le fasi della filiera alimentare, attraverso una serie di controlli specifici. Ha previsto le attività di pianificazione, analisi critica dell'insieme, determinazione dei punti critici e delle relative priorità, specificazione dei criteri (prevenzione, eliminazione o riduzione del rischio), metodiche di monitoraggio, controllo dei risultati, flusso di informazioni con banche dati, attivazione di processi migliorativi.

### Roditori
Tra le numerose specie di roditori alcune specie causano danni alle colture o attaccano gli alimenti immagazzinati.
- Topi campagnoli, tra cui il "topo campagnolo comune" o "arvicola campestre" (Microtus arvalis) e l'"arvicola di Savi" (Microtus savii): il trattamento deve tener conto delle abitudini ipogee di questi roditori, che scavano gallerie superficiali: lavorazioni frequenti e superficiali del terreno e l'impiego di diserbanti rendono più difficile che si insedi nei campi coltivati; possono essere anche usate esche con anticoagulanti a bassa tossicità, che possono essere semplicemente sparse, ma assicurandosi che l'area trattata non sia accessibile a persone od altri animali, oppure sotterrate a bassa profondità.

- Topi selvatici in genere, capaci di adattarsi ad ambienti naturali o antropizzati e ai magazzini. Si può intervenire in aree infestate in corrispondenza della semina con mangiatoie con esche specifiche a bassa tossicità disposte nelle aree perimetrali dei campi, protette dalle intemperie e rese inaccessibili ad altri animali.

- Topo comune o "topo domestico": per le piccole dimensioni, la capacità di passare in fori ancora più piccoli, la grande agilità può colonizzare ogni angolo della casa. Hanno inoltre una notevole resistenza alle sostanze rodenticide. Il ratto comune o "ratto nero dei tetti", colonizza invece di preferenza le strutture elevate. La lotta prevede un attento monitoraggio e consiste nell'opportuna collocazione delle esche più indicate (a cui in alcuni casi preceduta da una preventiva pasturazione con esche non attive) e nella realizzazione di sigillature e sbarramenti con l'eliminazione delle aree di rifugio. L'intervento di bonifica dovrebbe essere sempre seguito da una fase di manutenzione e controllo.

- Ratto marrone, o "surmolotto" o "ratto delle chiaviche", preferisce colonizzare le zone sotterranee, collegate alla rete idrica o fognante. Il trattamento dovrebbe seguire procedure centripete, per evitare la trasmigrazione di animali in altri siti esportando l'infestazione. L'eradicazione avviene con la collocazione di esche specifiche, che non siano dannose per l'uomo o altri animali. Dopo l'eradicazione potranno essere inseriti sbarramenti in grado di fermare gli animali, che sono in grado di aprirsi il passaggio anche attraverso cemento magro o metalli teneri.

## Disinfezione ambientale
I disinfettanti, che consentono di eliminare i microrganismi dall'ambiente, sono differenziati per spettro d'azione, azione abbattente o residuale, concentrazione necessaria, tempo di contatto, fase di azione (gassosa, liquida o secca, dopo l'asciugatura). Altre variabili importanti sono rappresentate dalla temperatura di azione, dal pH e dalla presenza di altre sostanze come detergenti. È utile la rotazione dei principi attivi per non selezionare ceppi resistenti
Sono applicati con aerosolarizzatori, "ultra basso volume" o "ULV", nebulizzatori, atomizzatori, microirroratori e irroratrici. In altri casi sono adoperati strumenti umettanti (scope a frange, stracci e strofinacci monouso). Le tecniche di applicazione variano a seconda degli effetti desiderati (disinfezione delle superfici e dell'aria, disinfezione dell'aria, disinfezione delle condutture di liquidi alimentari, disinfezione di grandi superfici, disinfezione con effetto disincrostante (lavaggi ad alta pressione).
La disinfezione va affiancata ad attività di pulizia e manutenzione costanti.